# Stanisław Legeżyński
Stanisław Emilian Władysław Legeżyński (ur. 2 września 1895 we Lwowie, zm. 3 sierpnia 1970 w Rabce) – polski lekarz, specjalista w zakresie bakteriologii i higieny zwierząt, mikrobiologii, profesor nauk medycznych, rektor Akademii Medycznej w Białymstoku (1955–1959).

## Okres lwowski
Urodził się w rodzinie znanej z patriotycznych i kulturalnych tradycji. Był synem Wiktora Legeżyńskiego (naczelnego lekarza miasta Lwowa) i Marii z Michalskich.
W 1912 uzyskał świadectwo maturalne z odznaczeniemw we lwowskim IV Gimnazjum i rozpoczął studia na Wydziale Lekarskim Uniwersytetu Franciszkańskiego we Lwowie (w II Rzeczypospolitej: Uniwersytet Jana Kazimierza, UJK).
I wojna światowa wymusiła przerwanie studiów. Służył w armii austriackiej (1917–1918), następnie w latach 1919–1920 w Wojsku Polskim jako bakteriolog. Jego zadaniem było zwalczanie chorób epidemicznych. W wojnie polsko-bolszewickiej uczestniczył w stopniu porucznika Wojska Polskiego.
W 1921 wznowił studia na UJK i rozpoczął pracę we lwowskiej filii Państwowego Zakładu Higieny. Studia ukończył w listopadzie 1923, otrzymując tytuł doktora wszech nauk lekarskich.
Po dyplomowaniu odbył staże naukowe w Danii i w Instytucie Pasteura we Francji. Następnie podjął studia na Akademii Medycyny Weterynaryjnej (AMW) we Lwowie, które ukończył w 1926. Rok wcześniej został zatrudniony jako starszy asystent w Katedrze Bakteriologii AMW, prowadził wykłady z bakteriologii i higieny.
Tytuł naukowy doktora habilitowanego z zakresu bakteriologii i higieny zwierząt zdobył na AMW w 1928 na podstawie dysertacji Chorobotwórczość pałeczek Banga dla człowieka.
Stwierdzenie w 1929 przez S. Legeżyńskiego i S. Kwiatkowskiego ze Lwowa, ścisłej swoistości odczynu wiązania dopełniacza przy użyciu gonarginy (Hoechst) i przy stosowaniu techniki A. Calmette’a i L. Massola, zostało zaliczone przez prof. Andrzeja Śródkę z Collegium Medicum Uniwersytetu Jagiellońskiego do wielkich osiągnięć medycyny polskiej.
W 1930 uzyskał tytuł profesora nadzwyczajnego mikrobiologii i higieny AMW. Objął kierownictwo Katedry Bakteriologii AMW. Był członkiem komitetu redakcyjnego „Przeglądu Weterynaryjnego”, a w latach 1933–1934 redaktorem „Polskiej Gazety Lekarskiej”. Od 1937 do 1939 przewodniczył Zarządowi Głównemu Polskiego Towarzystwa Mikrobiologów.

## Okres wileński
1 kwietnia 1938 przeszedł do pracy na Uniwersytecie Stefana Batorego (USB) w Wilnie na stanowisko kierownika Katedry i Zakładu Mikrobiologii. Jednocześnie został mianowany profesorem nadzwyczajnym bakteriologii na Wydziale Lekarskim USB. Od 1940 należał do Związku Zawodowego Pracowników Sanitarnych dla Wileńszczyzny. 
Po wybuchu II wojny światowej, kiedy decyzją władz litewskich uczelnia została zamknięta, od stycznia 1940 był kierownikiem laboratorium w szpitalu na Antokolu. W październiku na polecenie władz Litwy Sowieckiej skierowany został do pracy w Państwowym Zakładzie Higieny w Kownie. Pracował tam jako lekarz, a następnie jako zastępca dyrektora do połowy października 1942. W 1944 został członkiem Związku Zawodowego Pracowników Służby Zdrowia.
Jednocześnie brał udział w organizowaniu, kierowaniu i prowadzeniu Tajnego Wydziału Lekarskiego w Wilnie. Od 1942 był dziekanem Tajnej Rady i Rady Ścisłej Wydziału. Wykładał mikrobiologię i propedeutykę medycyny.
Ponadto na zlecenie Armii Krajowej prowadził szkolenie w zakresie udzielania pierwszej pomocy. Po przejęciu Wilna przez sowietów w lipcu 1944, został zastępcą dyrektora ds. naukowych Instytutu Sanitarno-Higienicznego w Wilnie. Jak pisze prof. Jerzy Jakowicki w swoich wspomnieniach, prof. Legeżyński został po wojnie w Wilnie, gdyż liczył na to, że Polska odzyska Wilno i będzie możliwa reaktywacja USB. Ponieważ jednak tak się nie stało, zdecydował się opuścić Wilno.

## Okres krakowski
W końcu lipca 1946 udał się do Krakowa, gdzie objął stanowisko kierownika Zakładu Bakteriologii Uniwersytetu Jagiellońskiego. M.in. zastosował w województwie krakowskim masowe szczepienia psów przeciw wściekliźnie, czym udowodnił możliwość rozwiązania tego problemu w skali krajowej.
W 1950 został członkiem korespondentem Polskiej Akademii Umiejętności (PAU). Kierował Wydziałem Epizootiologicznym w Państwowym Instytucie Weterynaryjnym w Puławach.
W latach 1950–1951 pełnił także funkcję prodziekana Wydziału Lekarskiego Akademii Medycznej w Krakowie. W 1952 wskutek konfliktów w środowisku profesorskim, złożył rezygnację ze stanowiska kierownika Zakładu Bakteriologii. Pomimo apelu Rady Wydziału o wycofanie rezygnacji, nie zmienił swojej decyzji.

## Okres białostocki
W nowopowstałej Akademii Medycznej w Białymstoku – AMB (obecnie: Uniwersytet Medyczny w Białymstoku – UMB), rozpoczął organizację Katedry i Zakładu Mikrobiologii Lekarskiej pod koniec 1952. Na gruncie białostockim starał się zaszczepić tradycje wielkich polskich uniwersytetów: Lwowa, Wilna i Krakowa. Mimo skromnych warunków prowadził intensywną działalność dydaktyczną, naukową i diagnostyczną. Zakładem kierował do emerytury w 1965.

### Praca naukowa
Zainteresowania naukowe dotyczyły głównie odzwierzęcych chorób zakaźnych człowieka oraz schorzeń wirusologicznych. W pierwszej dziedzinie zajmował się m.in. brucelozą, a także nosacizną. Obok F. Przesmyckiego był twórcą polskiej wirusologii oraz jednym z twórców polskiej terminologii mikrobiologicznej.
Wśród wirusów opracowanych przez prof. S. Legeżyńskiego należy wymienić, obok wirusa wścieklizny, także wirus kleszczowego zapalenia mózgu, nosówki oraz choroby cieszyńskiej świń. Opracował modyfikację klasycznego odczynu Sachsa i Georgiego w kile utajonej, polegającą na podwojeniu zarówno objętości surowicy badanej, jak i czasu pozostawienia próbek w cieplarce. Wykazał możliwość stwierdzenia powstania odporności czynnej nabytej przeciw wściekliźnie po ok. 10 dniach od rozpoczęcia szczepienia, silnie uodparniające działanie szczepionki Feminiego do 40 dni po sporządzeniu, możliwość czynnego uodparniania psów po ich zarażeniu naturalnym i niestwierdzalność wirusów wścieklizny u psów szczepionych, zarażonych szczepem ulicznym.
Opracował morfologię pałeczki maltańskiej i pałeczki ronienia zakaźnego, stwierdzając ich całkowite wzajemne podobieństwo, opisał cechę mikroaerofilii u pałeczek ronienia zakaźnego oraz wykazał podobne działanie chorobotwórcze i drogi wnikania obu pałeczek do organizmu. Stwierdził ścisłą swoistość odczynu wiązania dopełniacza, przy użyciu gonarginy /Hoechst/ i przy stosowaniu techniki A. Calmette’a i L. Massola oraz częstsze występowanie tego odczynu w rzeżączce powikłanej i przy stosowaniu szczepionki swoistej. Potwierdził pokrewieństwo serologiczne wirusów choroby Heinego i Medina, i zarazy cieszyńskiej świń.
Przestrzegał, że zachwianie równowagi w świecie drobnoustrojów spowodowane powszechnym stosowaniem antybiotyków, stanowić będzie nowe zagrożenie. Znane są jego prorocze słowa: Kiedy zwalczymy bakterie, zjedzą nas wirusy i grzyby.

### Aktywność dydaktyczna i wydawnicza
W okresie białostockim, był promotorem dwóch rozpraw doktorskich: Czesława Jeżyny i Mieczysława Nietupskiego.
Był autorem ponad 70 prac z różnych dziedzin mikrobiologii oraz współautorem podręcznika „Ostre choroby zakaźne”, rozdziały: Nauka o zakażeniu, Bruceloza, Wścieklizna (red. S. Wszelaki, 1954, 1956) i rozdziału Wścieklizna w podręczniku „Terapia współczesna” (red. B. Złotnicki, 1961).
Został pierwszym redaktorem naczelnym „Roczników Akademii Medycznej im. Juliana Marchlewskiego w Białymstoku” wydawanych od 1956. Redagował najobszerniejsze powojenne wydawnictwo mikrobiologiczne „Mikrobiologia Lekarska”. Był w niej autorem kilku monografii o brucelozie, zarazkach przesączalnych i odporności. W latach 1960–1970 działał jako członek komitetu redakcyjnego „Acta Medica Polona”.

### Towarzystwa naukowe
- Polska AkademiaUmiejętności – członek korespondent[11]
- Kaliskie Towarzystwo Lekarskie – członek honorowy (1952)[12];
- Polskie Towarzystwo Lekarskie – przewodniczący Oddziału Białostockiego (1954–1956);
- Polskie Towarzystwo Mikrobiologów – przewodniczący (1937–39), wiceprzewodniczący (1960–1962), członek honorowy;
- Polskie Towarzystwo Mikrobiologów – założyciel i przewodniczący Oddziału Białostockiego (1955–1966)[13];
- Polskie Towarzystwo Historii Medycyny – inicjator założenia i członek Oddziału Białostockiego;
- Towarzystwo Wiedzy Powszechnej – przewodniczący Oddziału Białostockiego (1957–1960);
- XIV Zjazd Polskiego Towarzystwa Mikrobiologów – organizator, 800 uczestników (1959)[13];
- Towarzystwo Urbanistów w Białymstoku.

### Funkcje poza uczelnią
- Państwowy Zakład Higieny – doradca naukowy;
- Zakład Produkcji Surowic i Szczepionek PZH w Krakowie – doradca naukowy;
- Sekcja Medyczna Rady Głównej Szkolnictwa Wyższego – członek;
- Centralna Komisja Kwalifikacyjna Ministerstwa Szkolnictwa Wyższego – członek (1956–1960);
- Wojewódzka Rada Narodowa w Białymstoku – członek (od 1956);
- Rada Naukowa przy Ministrze Zdrowia – członek (1958–1960);
- Zakład Badania Ssaków Polskiej Akademii Nauk PAN w Białowieży – konsultant;
- Instytut Immunologii i Terapii Doświadczalnej im. Ludwika Hirszfelda PAN – członek Rady Naukowej[3].

### Zarządzanie AMB
Prof. Legeżyński został mianowany na stanowisko rektora AMB 1 września 1955, po rezygnacji rektora prof. T. Kielanowskiego. Podczas inauguracji roku akademickiego 1955/1956, w piątą rocznicę powołania AMB nadano jej imię Juliana Marchlewskiego. Minister zdrowia Jerzy Sztachelski wręczył dyplomy ukończenia studiów pierwszym 10 absolwentom.
W nowej kadencji 1956–1959, w wyniku pierwszej kampanii wyborczej władz AMB, 12 października 1956 prof. Legeżyński z wyboru Senatu ponownie objął funkcję rektora i pełnił ją do końca kadencji. Codziennie o godz. 11:00 odbywała się narada z udziałem rektora, dyrektora administracyjnego, kierowniczki kadr i I sekretarza Komitetu Zakładowego PZPR.

#### Ważniejsze dokonania w trakcie kadencji
- powołanie Państwowej Szkoły Laborantów Medycznych (1955);
- oddanie do użytku jednej z najnowocześniejszych w kraju sal audytoryjnych na 330 miejsc w gmachu Zakładów Teoretycznych (1955);
- otwarcie Bloku G (tzw. internatu żeńskiego) w Domu Akademickim (1955);
- podpisanie aktu erekcyjnego (23 października 1955) i wdrożenie budowy Państwowego Szpitala Klinicznego w Białymstoku – największego w regionie, zaliczanego do największych wówczas inwestycji szpitalnych w Polsce, doprowadzenie do wybudowania jednego skrzydła obiektu[14];
- powołanie Państwowej Szkoły Pielęgniarstwa (1956);
- zorganizowanie czytelni czasopism w Bibliotece Naukowej (1956);
- wykreowanie pierwszej lokalnej gazety akademickiej „Medyk Białostocki” (1956);
- zakończenie budowy nowego gmachu Kliniki Położnictwa i Chorób Kobiecych;
- oddanie do użytku nowej sali wykładowej na 220 miejsc przy Klinice Chirurgicznej;
- uruchomienie procesu opracowywania dokumentacji technicznej Kliniki Pediatrycznej, Zakładu Anatomii Patologicznej i Medycyny Sądowej;
- rozpoczęcie budowy rurociągu grzewczego do całego kompleksu budynków AMB (1957);
- powołanie Katedry i Kliniki Chorób Zakaźnych (1959);
- kontynuacja prac budowlanych i konserwatorskich w Pałacu Branickich – głównym budynku AMB, ukończenie odbudowy korpusu głównego (1959);
- zainicjowanie współpracy naukowej AMB z Instytutem Medycznym w Mińsku i Instytutem Medycznym w Grodnie;
- umożliwianie pracownikom AMB wyjazdów do ośrodków naukowych Czechosłowacji, Danii, Francji, Niemiec, Słowacji, Szwecji, Węgier i Związku Sowieckiego[3].

## Odznaczenia
- Odznaka Towarzystwa Gniazd Sercowych (lata 30.);
- Odznaka XV Zjazdu Przyrodników Polskich, Lwów (1937);
- Krzyż Kawalerski Orderu Odrodzenia Polski (1954)[15];
- Krzyż Komandorski Orderu Odrodzenia Polski (1958)[3].

## Emerytura
Po przejściu na emeryturę w 1965, w latach 1966–1968 prowadził wykłady na uczelni z propedeutyki medycyny. Był kierownikiem Pracowni Mikrobiologicznej w Szpitalu im. M. Skłodowskiej-Curie w Białymstoku. Później przeprowadził się do Rabki. Pracował tam w laboratorium Szpitala Dziecięcego Chorób Płuc.
Był entuzjastą sportu i turystyki, zwłaszcza wysokogórskiej. Uprawiał tenis, siatkówkę i narciarstwo. Kochał góry. Pragnął zamieszkać w Rabce, skąd miał blisko do Tatr. Po powrocie z jednej z wypraw, zmarł nagle 3 sierpnia 1970. Pochowany w rodzinnym grobie na cmentarzu w Zakopanem przy ul. Nowotarskiej.
W gablotach Muzeum Historii Medycyny i Farmacji UMB znajdują się unikalne pamiątki po profesorze.